# Pollenia commensurata
Pollenia commensurata är en tvåvingeart som beskrevs av Dear 1986. Pollenia commensurata ingår i släktet vindsflugor, och familjen spyflugor. Inga underarter finns listade i Catalogue of Life.